# Daily Routine
Daily Routine er en dansk kortfilm fra 2005 med instruktion og manuskript af Zoltán Áprily.

## Handling
Denne artikel mangler et handlingsreferat. Hjælp os med at skrive det.